# Station Radzice Przystanek
Station Radzice Przystanek is een spoorwegstation in de Poolse plaats Radzice.